# P.E.A.C.E. Plan
El P.E.A.C.E. Plan es un programa  humanitario de desarrollo  para iglesias y una  misión cristiana evangélica de la Iglesia Saddleback en  Lake Forest en California en los Estados Unidos.

## Historia
El P.E.A.C.E. Plan tiene su origen en la lectura de un artículo sobre los huérfanos de VIH/sida en África por Kay, la esposa de pastor bautista Rick Warren y una reunión en 2003 de la pareja con un pastor de un municipio de Johannesburgo en Sudáfrica. El programa fue fundado en el mismo año por Saddleback Church y Warren para combatir cinco desafíos de desarrollo. Durante 18 meses, se probaron programas piloto con el hermanamiento de aldeas con pequeños grupos de iglesias.
En 2005, el programa se estableció en Ruanda, que fue el primer socio permanente.
En 2008, después de escuchar los comentarios de los líderes de la iglesia en varios países sobre la efectividad del programa, Rick Warren hizo varias correcciones al programa, incluida la adición del componente de reconciliación de la iglesia.

## Programas
Los cinco desafíos del programa son:
1. vacío espiritual;
2. liderazgo egocéntrico;
3. pobreza extrema;
4. enfermedades pandémicas;
5. analfabetismo y falta de educación.

Los cinco objetivos del programa son:
1. Planta o apoya iglesias para la reconciliación: apoya o planta iglesias proporcionando recursos para combatir el racismo y la injusticia.
2. Equipar líderes de la iglesia: Proporcionar capacitación de liderazgo.
3. Ayudando a los pobres: Apoye a grupos de ahorro, proyectos empresariales y huérfanos.
4. Cuidar a los enfermos: apoyar el acceso a agua limpia, saneamiento, atención de salud mental, personas que viven con el VIH/sida.
5. Educar a la próxima generación: apoyar programas de alfabetización en inglés.

En la lucha contra la pobreza en África, el programa prioriza el mantenimiento del contacto de los huérfanos del SIDA con sus comunidades al confiarlos a familias de acogida y evita la construcción de orfanatos.

## Comentarios
En 2009, un estudio de la Universidad Nacional de Ruanda señaló que el componente de salud del programa, en Distrito de Karongi en Ruanda, tenía ciertas debilidades, incluida la falta de cooperación entre las iglesias de nombres diferentes, falta de personal para gestionar los datos de evaluación de resultados y renuencia a colaborar con grupos seculares (gobiernos, ONG, universidades). En 2020, el Plan PEACE publicó un informe de progreso anual que incluye una lista de socios, donde cada país está hermanado con una iglesia estadounidense diferente, y está sujeto a la evaluación del programa por número iglesias y personas capacitadas, así como el avance en la capacitación.